# 1548
Portal Geschichte | Portal Biografien | Aktuelle Ereignisse | Jahreskalender | Tagesartikel

◄ |
15. Jahrhundert |
16. Jahrhundert
| 17. Jahrhundert | ►

◄ |
1510er |
1520er |
1530er |
1540er
| 1550er | 1560er | 1570er | ►

◄◄ |
◄ |
1544 |
1545 |
1546 |
1547 |
1548
| 1549 | 1550 | 1551 | 1552 | ► | ►►
Staatsoberhäupter  · Nekrolog   · Musikjahr
| Januar | Januar | Januar | Januar | Januar | Januar | Januar | Januar |
| Kw     | Mo     | Di     | Mi     | Do     | Fr     | Sa     | So     |
| ------ | ------ | ------ | ------ | ------ | ------ | ------ | ------ |
| 52     |        |        |        |        |        |        | 1      |
| 1      | 2      | 3      | 4      | 5      | 6      | 7      | 8      |
| 2      | 9      | 10     | 11     | 12     | 13     | 14     | 15     |
| 3      | 16     | 17     | 18     | 19     | 20     | 21     | 22     |
| 4      | 23     | 24     | 25     | 26     | 27     | 28     | 29     |
| 5      | 30     | 31     |        |        |        |        |        |

| Februar | Februar | Februar | Februar | Februar | Februar | Februar | Februar |
| Kw      | Mo      | Di      | Mi      | Do      | Fr      | Sa      | So      |
| ------- | ------- | ------- | ------- | ------- | ------- | ------- | ------- |
| 5       |         |         | 1       | 2       | 3       | 4       | 5       |
| 6       | 6       | 7       | 8       | 9       | 10      | 11      | 12      |
| 7       | 13      | 14      | 15      | 16      | 17      | 18      | 19      |
| 8       | 20      | 21      | 22      | 23      | 24      | 25      | 26      |
| 9       | 27      | 28      | 29      |         |         |         |         |

| März | März | März | März | März | März | März | März |
| Kw   | Mo   | Di   | Mi   | Do   | Fr   | Sa   | So   |
| ---- | ---- | ---- | ---- | ---- | ---- | ---- | ---- |
| 9    |      |      |      | 1    | 2    | 3    | 4    |
| 10   | 5    | 6    | 7    | 8    | 9    | 10   | 11   |
| 11   | 12   | 13   | 14   | 15   | 16   | 17   | 18   |
| 12   | 19   | 20   | 21   | 22   | 23   | 24   | 25   |
| 13   | 26   | 27   | 28   | 29   | 30   | 31   |      |

| April | April | April | April | April | April | April | April |
| Kw    | Mo    | Di    | Mi    | Do    | Fr    | Sa    | So    |
| ----- | ----- | ----- | ----- | ----- | ----- | ----- | ----- |
| 13    |       |       |       |       |       |       | 1     |
| 14    | 2     | 3     | 4     | 5     | 6     | 7     | 8     |
| 15    | 9     | 10    | 11    | 12    | 13    | 14    | 15    |
| 16    | 16    | 17    | 18    | 19    | 20    | 21    | 22    |
| 17    | 23    | 24    | 25    | 26    | 27    | 28    | 29    |
| 18    | 30    |       |       |       |       |       |       |

| Mai | Mai | Mai | Mai | Mai | Mai | Mai | Mai |
| Kw  | Mo  | Di  | Mi  | Do  | Fr  | Sa  | So  |
| --- | --- | --- | --- | --- | --- | --- | --- |
| 18  |     | 1   | 2   | 3   | 4   | 5   | 6   |
| 19  | 7   | 8   | 9   | 10  | 11  | 12  | 13  |
| 20  | 14  | 15  | 16  | 17  | 18  | 19  | 20  |
| 21  | 21  | 22  | 23  | 24  | 25  | 26  | 27  |
| 22  | 28  | 29  | 30  | 31  |     |     |     |

| Juni | Juni | Juni | Juni | Juni | Juni | Juni | Juni |
| Kw   | Mo   | Di   | Mi   | Do   | Fr   | Sa   | So   |
| ---- | ---- | ---- | ---- | ---- | ---- | ---- | ---- |
| 22   |      |      |      |      | 1    | 2    | 3    |
| 23   | 4    | 5    | 6    | 7    | 8    | 9    | 10   |
| 24   | 11   | 12   | 13   | 14   | 15   | 16   | 17   |
| 25   | 18   | 19   | 20   | 21   | 22   | 23   | 24   |
| 26   | 25   | 26   | 27   | 28   | 29   | 30   |      |

| Juli | Juli | Juli | Juli | Juli | Juli | Juli | Juli |
| Kw   | Mo   | Di   | Mi   | Do   | Fr   | Sa   | So   |
| ---- | ---- | ---- | ---- | ---- | ---- | ---- | ---- |
| 26   |      |      |      |      |      |      | 1    |
| 27   | 2    | 3    | 4    | 5    | 6    | 7    | 8    |
| 28   | 9    | 10   | 11   | 12   | 13   | 14   | 15   |
| 29   | 16   | 17   | 18   | 19   | 20   | 21   | 22   |
| 30   | 23   | 24   | 25   | 26   | 27   | 28   | 29   |
| 31   | 30   | 31   |      |      |      |      |      |

| August | August | August | August | August | August | August | August |
| Kw     | Mo     | Di     | Mi     | Do     | Fr     | Sa     | So     |
| ------ | ------ | ------ | ------ | ------ | ------ | ------ | ------ |
| 31     |        |        | 1      | 2      | 3      | 4      | 5      |
| 32     | 6      | 7      | 8      | 9      | 10     | 11     | 12     |
| 33     | 13     | 14     | 15     | 16     | 17     | 18     | 19     |
| 34     | 20     | 21     | 22     | 23     | 24     | 25     | 26     |
| 35     | 27     | 28     | 29     | 30     | 31     |        |        |

| September | September | September | September | September | September | September | September |
| Kw        | Mo        | Di        | Mi        | Do        | Fr        | Sa        | So        |
| --------- | --------- | --------- | --------- | --------- | --------- | --------- | --------- |
| 35        |           |           |           |           |           | 1         | 2         |
| 36        | 3         | 4         | 5         | 6         | 7         | 8         | 9         |
| 37        | 10        | 11        | 12        | 13        | 14        | 15        | 16        |
| 38        | 17        | 18        | 19        | 20        | 21        | 22        | 23        |
| 39        | 24        | 25        | 26        | 27        | 28        | 29        | 30        |

| Oktober | Oktober | Oktober | Oktober | Oktober | Oktober | Oktober | Oktober |
| Kw      | Mo      | Di      | Mi      | Do      | Fr      | Sa      | So      |
| ------- | ------- | ------- | ------- | ------- | ------- | ------- | ------- |
| 40      | 1       | 2       | 3       | 4       | 5       | 6       | 7       |
| 41      | 8       | 9       | 10      | 11      | 12      | 13      | 14      |
| 42      | 15      | 16      | 17      | 18      | 19      | 20      | 21      |
| 43      | 22      | 23      | 24      | 25      | 26      | 27      | 28      |
| 44      | 29      | 30      | 31      |         |         |         |         |

| November | November | November | November | November | November | November | November |
| Kw       | Mo       | Di       | Mi       | Do       | Fr       | Sa       | So       |
| -------- | -------- | -------- | -------- | -------- | -------- | -------- | -------- |
| 44       |          |          |          | 1        | 2        | 3        | 4        |
| 45       | 5        | 6        | 7        | 8        | 9        | 10       | 11       |
| 46       | 12       | 13       | 14       | 15       | 16       | 17       | 18       |
| 47       | 19       | 20       | 21       | 22       | 23       | 24       | 25       |
| 48       | 26       | 27       | 28       | 29       | 30       |          |          |

| Dezember | Dezember | Dezember | Dezember | Dezember | Dezember | Dezember | Dezember |
| Kw       | Mo       | Di       | Mi       | Do       | Fr       | Sa       | So       |
| -------- | -------- | -------- | -------- | -------- | -------- | -------- | -------- |
| 48       |          |          |          |          |          | 1        | 2        |
| 49       | 3        | 4        | 5        | 6        | 7        | 8        | 9        |
| 50       | 10       | 11       | 12       | 13       | 14       | 15       | 16       |
| 51       | 17       | 18       | 19       | 20       | 21       | 22       | 23       |
| 52       | 24       | 25       | 26       | 27       | 28       | 29       | 30       |
| 1        | 31       |          |          |          |          |          |          |

| Januar | Januar | Januar | Januar | Januar | Januar | Januar | Januar |
| Kw     | Mo     | Di     | Mi     | Do     | Fr     | Sa     | So     |
| ------ | ------ | ------ | ------ | ------ | ------ | ------ | ------ |
| 52     |        |        |        |        |        |        | 1      |
| 1      | 2      | 3      | 4      | 5      | 6      | 7      | 8      |
| 2      | 9      | 10     | 11     | 12     | 13     | 14     | 15     |
| 3      | 16     | 17     | 18     | 19     | 20     | 21     | 22     |
| 4      | 23     | 24     | 25     | 26     | 27     | 28     | 29     |
| 5      | 30     | 31     |        |        |        |        |        |

| Februar | Februar | Februar | Februar | Februar | Februar | Februar | Februar |
| Kw      | Mo      | Di      | Mi      | Do      | Fr      | Sa      | So      |
| ------- | ------- | ------- | ------- | ------- | ------- | ------- | ------- |
| 5       |         |         | 1       | 2       | 3       | 4       | 5       |
| 6       | 6       | 7       | 8       | 9       | 10      | 11      | 12      |
| 7       | 13      | 14      | 15      | 16      | 17      | 18      | 19      |
| 8       | 20      | 21      | 22      | 23      | 24      | 25      | 26      |
| 9       | 27      | 28      | 29      |         |         |         |         |

| März | März | März | März | März | März | März | März |
| Kw   | Mo   | Di   | Mi   | Do   | Fr   | Sa   | So   |
| ---- | ---- | ---- | ---- | ---- | ---- | ---- | ---- |
| 9    |      |      |      | 1    | 2    | 3    | 4    |
| 10   | 5    | 6    | 7    | 8    | 9    | 10   | 11   |
| 11   | 12   | 13   | 14   | 15   | 16   | 17   | 18   |
| 12   | 19   | 20   | 21   | 22   | 23   | 24   | 25   |
| 13   | 26   | 27   | 28   | 29   | 30   | 31   |      |

| April | April | April | April | April | April | April | April |
| Kw    | Mo    | Di    | Mi    | Do    | Fr    | Sa    | So    |
| ----- | ----- | ----- | ----- | ----- | ----- | ----- | ----- |
| 13    |       |       |       |       |       |       | 1     |
| 14    | 2     | 3     | 4     | 5     | 6     | 7     | 8     |
| 15    | 9     | 10    | 11    | 12    | 13    | 14    | 15    |
| 16    | 16    | 17    | 18    | 19    | 20    | 21    | 22    |
| 17    | 23    | 24    | 25    | 26    | 27    | 28    | 29    |
| 18    | 30    |       |       |       |       |       |       |

| Mai | Mai | Mai | Mai | Mai | Mai | Mai | Mai |
| Kw  | Mo  | Di  | Mi  | Do  | Fr  | Sa  | So  |
| --- | --- | --- | --- | --- | --- | --- | --- |
| 18  |     | 1   | 2   | 3   | 4   | 5   | 6   |
| 19  | 7   | 8   | 9   | 10  | 11  | 12  | 13  |
| 20  | 14  | 15  | 16  | 17  | 18  | 19  | 20  |
| 21  | 21  | 22  | 23  | 24  | 25  | 26  | 27  |
| 22  | 28  | 29  | 30  | 31  |     |     |     |

| Juni | Juni | Juni | Juni | Juni | Juni | Juni | Juni |
| Kw   | Mo   | Di   | Mi   | Do   | Fr   | Sa   | So   |
| ---- | ---- | ---- | ---- | ---- | ---- | ---- | ---- |
| 22   |      |      |      |      | 1    | 2    | 3    |
| 23   | 4    | 5    | 6    | 7    | 8    | 9    | 10   |
| 24   | 11   | 12   | 13   | 14   | 15   | 16   | 17   |
| 25   | 18   | 19   | 20   | 21   | 22   | 23   | 24   |
| 26   | 25   | 26   | 27   | 28   | 29   | 30   |      |

| Juli | Juli | Juli | Juli | Juli | Juli | Juli | Juli |
| Kw   | Mo   | Di   | Mi   | Do   | Fr   | Sa   | So   |
| ---- | ---- | ---- | ---- | ---- | ---- | ---- | ---- |
| 26   |      |      |      |      |      |      | 1    |
| 27   | 2    | 3    | 4    | 5    | 6    | 7    | 8    |
| 28   | 9    | 10   | 11   | 12   | 13   | 14   | 15   |
| 29   | 16   | 17   | 18   | 19   | 20   | 21   | 22   |
| 30   | 23   | 24   | 25   | 26   | 27   | 28   | 29   |
| 31   | 30   | 31   |      |      |      |      |      |

| August | August | August | August | August | August | August | August |
| Kw     | Mo     | Di     | Mi     | Do     | Fr     | Sa     | So     |
| ------ | ------ | ------ | ------ | ------ | ------ | ------ | ------ |
| 31     |        |        | 1      | 2      | 3      | 4      | 5      |
| 32     | 6      | 7      | 8      | 9      | 10     | 11     | 12     |
| 33     | 13     | 14     | 15     | 16     | 17     | 18     | 19     |
| 34     | 20     | 21     | 22     | 23     | 24     | 25     | 26     |
| 35     | 27     | 28     | 29     | 30     | 31     |        |        |

| September | September | September | September | September | September | September | September |
| Kw        | Mo        | Di        | Mi        | Do        | Fr        | Sa        | So        |
| --------- | --------- | --------- | --------- | --------- | --------- | --------- | --------- |
| 35        |           |           |           |           |           | 1         | 2         |
| 36        | 3         | 4         | 5         | 6         | 7         | 8         | 9         |
| 37        | 10        | 11        | 12        | 13        | 14        | 15        | 16        |
| 38        | 17        | 18        | 19        | 20        | 21        | 22        | 23        |
| 39        | 24        | 25        | 26        | 27        | 28        | 29        | 30        |

| Oktober | Oktober | Oktober | Oktober | Oktober | Oktober | Oktober | Oktober |
| Kw      | Mo      | Di      | Mi      | Do      | Fr      | Sa      | So      |
| ------- | ------- | ------- | ------- | ------- | ------- | ------- | ------- |
| 40      | 1       | 2       | 3       | 4       | 5       | 6       | 7       |
| 41      | 8       | 9       | 10      | 11      | 12      | 13      | 14      |
| 42      | 15      | 16      | 17      | 18      | 19      | 20      | 21      |
| 43      | 22      | 23      | 24      | 25      | 26      | 27      | 28      |
| 44      | 29      | 30      | 31      |         |         |         |         |

| November | November | November | November | November | November | November | November |
| Kw       | Mo       | Di       | Mi       | Do       | Fr       | Sa       | So       |
| -------- | -------- | -------- | -------- | -------- | -------- | -------- | -------- |
| 44       |          |          |          | 1        | 2        | 3        | 4        |
| 45       | 5        | 6        | 7        | 8        | 9        | 10       | 11       |
| 46       | 12       | 13       | 14       | 15       | 16       | 17       | 18       |
| 47       | 19       | 20       | 21       | 22       | 23       | 24       | 25       |
| 48       | 26       | 27       | 28       | 29       | 30       |          |          |

| Dezember | Dezember | Dezember | Dezember | Dezember | Dezember | Dezember | Dezember |
| Kw       | Mo       | Di       | Mi       | Do       | Fr       | Sa       | So       |
| -------- | -------- | -------- | -------- | -------- | -------- | -------- | -------- |
| 48       |          |          |          |          |          | 1        | 2        |
| 49       | 3        | 4        | 5        | 6        | 7        | 8        | 9        |
| 50       | 10       | 11       | 12       | 13       | 14       | 15       | 16       |
| 51       | 17       | 18       | 19       | 20       | 21       | 22       | 23       |
| 52       | 24       | 25       | 26       | 27       | 28       | 29       | 30       |
| 1        | 31       |          |          |          |          |          |          |

## Ereignisse

### Politik und Weltgeschehen

#### Reichstag zu Augsburg
- seit 1547: Geharnischter Reichstag zu Augsburg
- 15. März: Das auf dem Reichstag zu Augsburg strittig beratene Augsburger Interim wird publiziert. Es enthält für die Protestanten Regelungen, wie sie es mit der Religion bis zur Entscheidung durch das Konzil von Trient halten sollen. Die protestantische Seite lehnt in der Folge das Interim ab, in oberdeutschen Städten wird die Umsetzung erzwungen.
- 15. Mai: Verkündung des Augsburger Interims durch Kaiser Karl V. mit Zulassung von Priesterehe und Laienkelch
- 30. Mai: Im Reichsabschied legt Kaiser Karl V. das Augsburger Interim fest. Es ist ein Versuch, nach seinem Sieg über den Schmalkaldischen Bund eine religiöse Ordnung mit den Protestanten herzustellen. Die Zwischenlösung soll bis zum Entscheid des Konzils von Trient gelten. Sie setzt sich in der Praxis aber nicht durch.
- 26. Juni: Der von Viglius Zuichemus ausgearbeitete Burgundische Vertrag zwischen dem Kaiser und den Reichsständen wird ratifiziert. Er regelte die staatsrechtliche Stellung der Habsburgischen Niederlande (17 Provinzen) im Gefüge des Heiligen Römischen Reichs neu. Der Vertrag löst die direkten Herrschaften Karls V., das Herzogtum Geldern, die Grafschaft Zutphen, und die Territorien Hochstift Utrecht, Groningen, Herrschaft Overijssel, sowie Grafschaft Drenthe, aus dem Niederrheinisch-Westfälischen Reichskreis heraus. Diese werden dem Burgundischen Reichskreis zugeschlagen. Die somit entstandene neue Einheit der burgundischen Erblande Karls V. wird der Jurisdiktion des Reichskammergerichts entzogen.
- Auf Wunsch der Erbfräulein Maria und Anna, die sich der ständigen Bedrohung durch die Grafschaft Ostfriesland ausgesetzt sehen, wird die Reichsunmittelbarkeit der Herrschaft Jever aufgehoben und sie dem Burgundischen Reichskreis unterstellt.

#### Weitere Ereignisse in Europa
- 1. April: Nach dem Tod von Sigismund I. wird sein Sohn Sigismund II. August – bereits bisher Mitherrscher – Alleinherrscher in Polen. Er stützt sich zu Beginn seiner Regentschaft auf den Schlesier Bernhard von Prittwitz als militärischen Helfer im Kampf gegen die immer wieder im Reich einfallenden Krimtataren.
- 7. Juli: Die fünfjährige Maria Stuart, Königin von Schottland, wird zur Verstärkung der Auld Alliance mit dem vierjährigen französischen Dauphin François verlobt. Am 7. August segelt sie nach Frankreich. Sie wird erst 1561 nach Schottland zurückkehren.

#### Spanische Kolonien in Lateinamerika
- 9. April: In der Schlacht von Jaquijahuana besiegt der spanische Sondergesandte Pedro de la Gasca und seine Heerführer Alonso de Alvarado und Pedro de Valdivia die rebellierenden spanischen Konquistadoren um Gonzalo Pizarro, weil große Teile von Pizarros Heer zu ihm überlaufen. Pizarro und sein Heerführer Francisco de Carvajal werden gefangen genommen und am folgenden Tag hingerichtet. Damit ist die Zeit der Bürgerkriege weitgehend beendet, und das Vizekönigreich Peru kann sich stabilisieren.
- 20. Oktober: Alonso de Mendoza gründet in der Ortschaft Laja die Stadt Nuestra Señora de La Paz. Drei Tage später wird ein Standort rund 25 km weiter östlich für die neue Siedlung gewählt und ein Teil der Dorfeinwohner dorthin verlegt, weil er besseren Schutz vor Wetterunbilden bietet.
- Die Real Audiencia von Santa Fé de Bogotá übernimmt das Gebiet des heutigen Kolumbien, da die 1542 gegründete Real Audiencia von Lima, die ursprünglich für ganz Lateinamerika zuständig war, mit der Verwaltung mittlerweile überfordert ist.

#### Asien

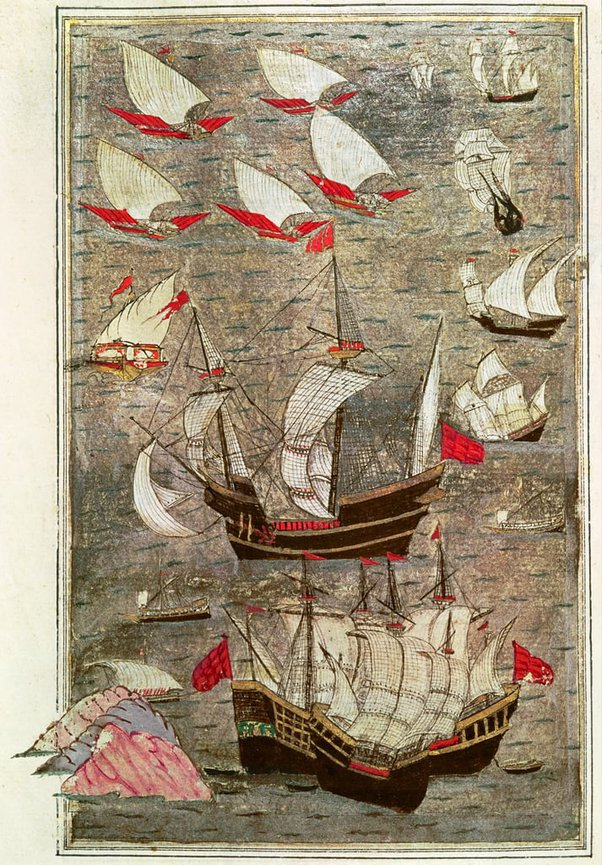
Osmanische Flotte im Indischen Ozean. Zeichnung aus dem 16. Jahrhundert

- 26. Februar: Piri Reis erobert die von den Portugiesen besetzte jemenitische Stadt Aden für das Osmanische Reich.
- 11. Juni: Worawongsa ermordet König Yot Fa und besteigt den Thron des Königreichs Ayutthaya. Doch nur wenige Wochen später, am 23. Juli, wird er selbst in einer Palastrevolution gestürzt und gemeinsam mit seiner Geliebten getötet. Neuer König wird Chakkraphat, Halbbruder des früheren Königs Chairacha.

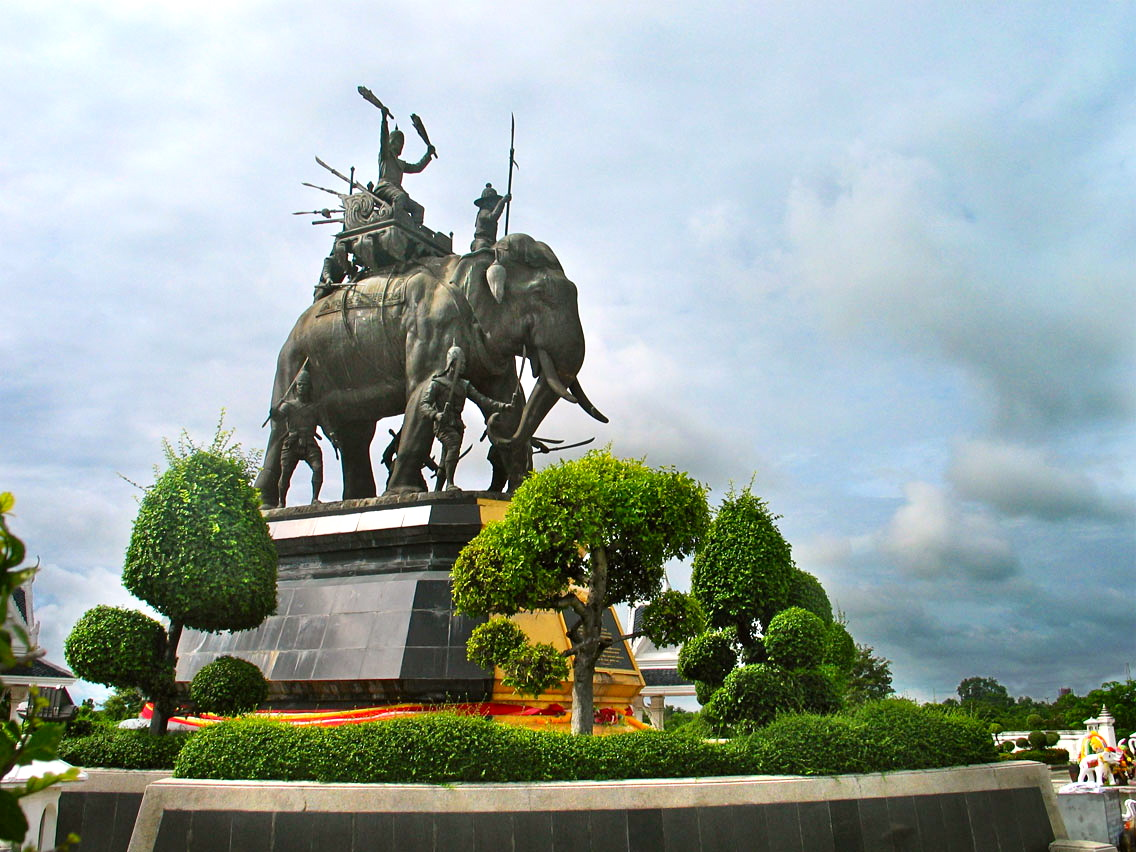
Denkmal für Königin Suriyothai

- Der Siamesisch-Birmanische Krieg beginnt mit einem Präventivschlag des siamesischen Königreichs Ayutthaya gegen das expandierende birmanische Königreich Taungoo. Als der birmanische Herrscher Tabinshwehti zum Gegenschlag ausholt, kommt die siamesische Herrschergattin Suriyothai in der Schlacht ums Leben, während sie ihren Mann Maha Chakkraphat beschützt.

#### Urkundliche Ersterwähnungen
- Die Orte Happach, Hintermühle und Kempershöhe werden erstmals urkundlich erwähnt.

### Wirtschaft
- Die Bader, bis dahin als „unehrlicher“ Berufsstand angesehen, erhalten Zunftrechte im Heiligen Römischen Reich.

### Kultur
- Per Brahe der Ältere beginnt mit dem Bau von Schloss Rydboholm.

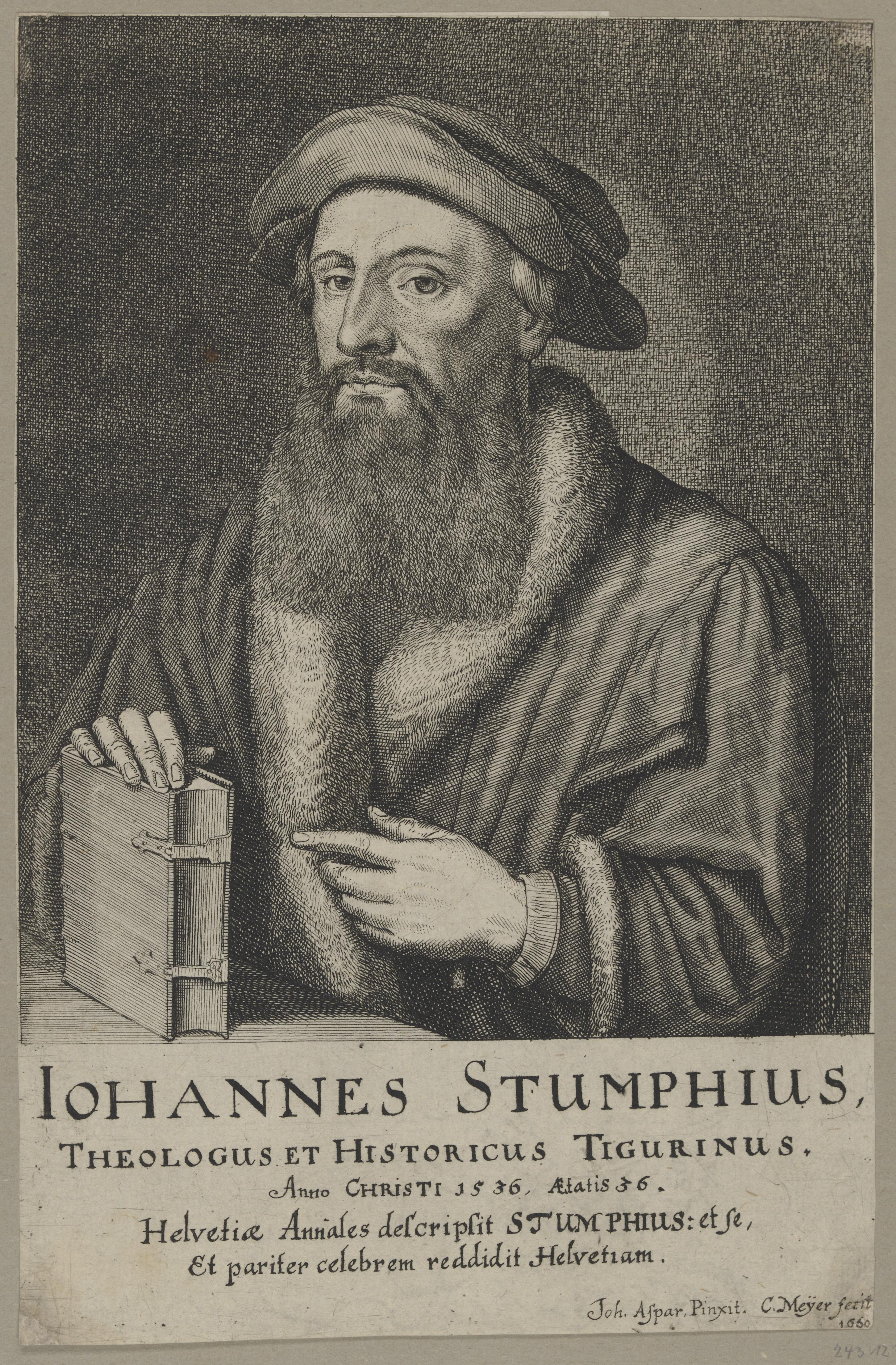
Johannes Stumpf

- Der Schweizer Theologe, Kartograph und Historiker Johannes Stumpf bringt seine Chronik der Schweiz heraus.

Kaiser Karl V. nach der Schlacht bei Mühlberg

- Der venezianische Maler Tizian malt in Öl auf Leinwand das Gemälde Kaiser Karl V. nach der Schlacht bei Mühlberg.

### Religion
- Am 24. Mai wird der protestantische Rechtsgelehrte Francesco Spiera in Venedig vor ein Inquisitionsgericht gestellt. Der Prozess endet damit, dass er am 20. Juli im Markusdom feierlich seinen „Irrtümern“ abschwört. Anschließend verfällt er in Depressionen und stirbt noch im gleichen Jahr. Sein Schicksal führt zum endgültigen Übertritt des Theologen und Bischofs Pietro Paolo Vergerio zum Protestantismus.
- Der reformatorische Kurfürst Moritz von Sachsen überträgt Philipp Melanchthon als Reaktion auf das Augsburger Interim die Aufgabe, eine neue Kirchenordnung auszuarbeiten. Die daraufhin erarbeiteten Leipziger Artikel werden von den protestantischen Reichsständen am 22. Dezember jedoch nur zum Teil unterschrieben.
- Durch Papst Paul III. wird die Schweizergarde wieder ins Leben gerufen, die 1527 nach dem Sacco di Roma durch deutsche Söldner ersetzt worden ist.
- Im Zuge der Reformation wird das Kloster Løgumkloster in Dänemark aufgelöst.

## Historische Karten und Ansichten

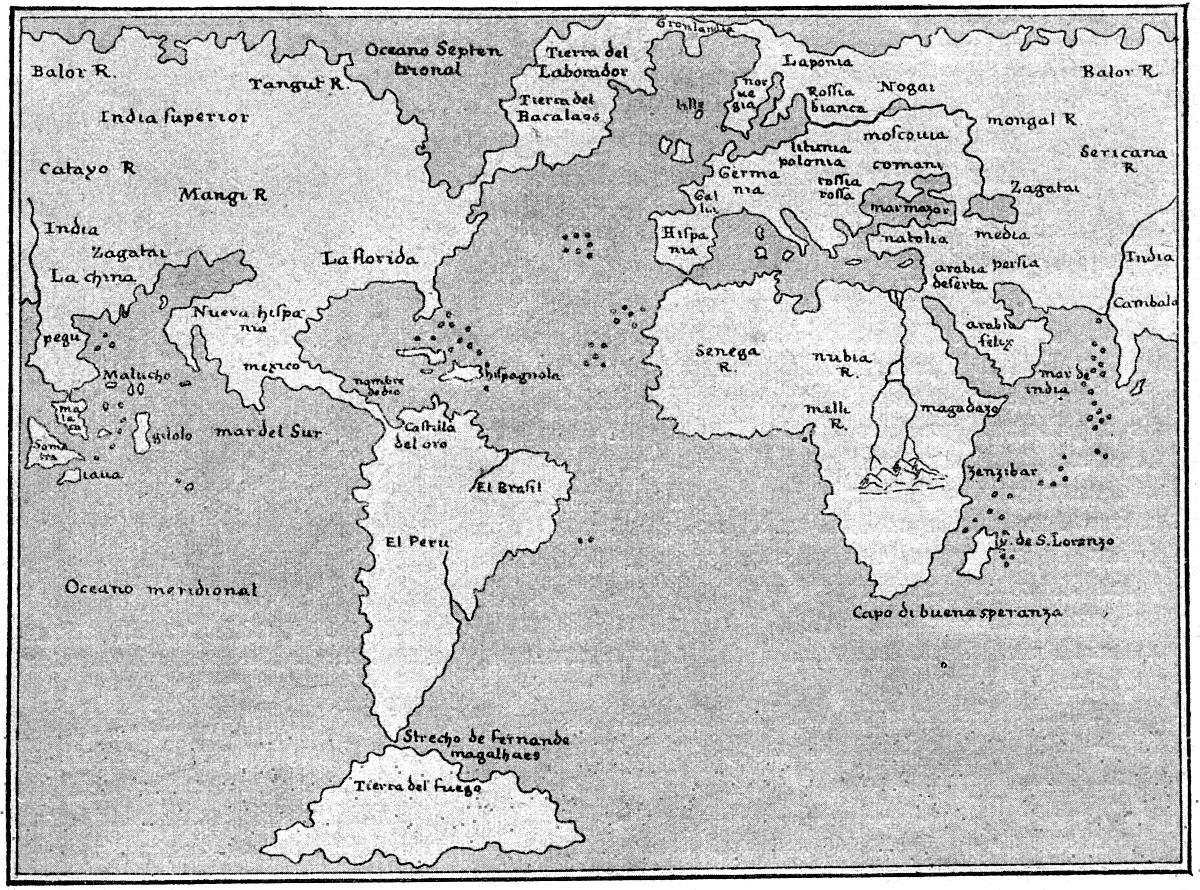
Weltkarte 1548

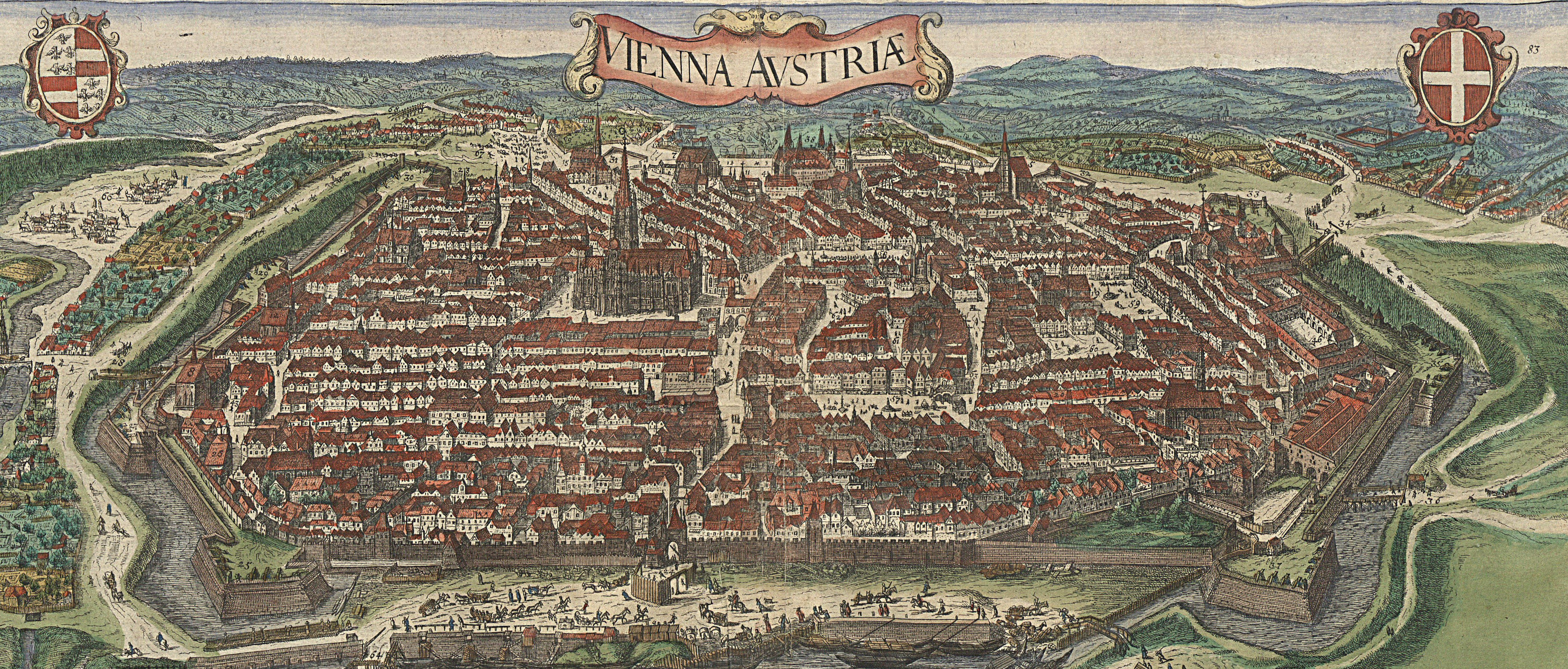
Wien 1548

## Geboren

### Geburtsdatum gesichert
- 03. Januar: Jacob Fransz de Witt, Dordrechter Patrizier und Regent († 1621)
- 05. Januar: Francisco Suárez, spanischer Jesuit, Theologe und Philosoph († 1617)
- 06. Januar: Bartholomäus Schönebeck, deutscher Ratsherr, Kaufmann und Bürgermeister in Stendal († 1605)
- 28. Januar: Paul Mathesius, deutscher lutherischer Theologe († 1584)
- 16. Februar: George Carey, 2. Baron Hunsdon, englischer Adeliger und Förderer des Theaters († 1603)
- 18. März: Cornelis Ketel, niederländischer Architekt, Bildhauer und Maler († 1616)
- 10. Mai: Antonio Priuli, 94. Doge von Venedig († 1623)
- 27. August: Bernardino Poccetti, italienischer Maler († 1612)
- 02. September: Vincenzo Scamozzi, italienischer Architekt († 1616)
- 25. September: Benedikt Wurzelbauer, deutscher Bildhauer und Erzgießer († 1620)
- 29. September: Wilhelm V., Herzog von Bayern († 1626)
- 31. Oktober: Johannes Zölner, deutscher Rhetoriker († 1628)
- 11. November: Martin Brenner, Fürstbischof von Seckau († 1616)
- 24. Dezember: Caspar Ulenberg, deutscher Theologe, Bibelübersetzer, Dichter und Komponist († 1617)

### Genaues Geburtsdatum unbekannt

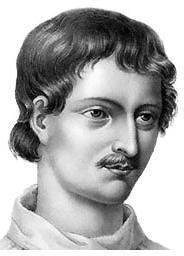
Giordano Bruno

- Januar: Giordano Bruno, italienischer Philosoph († 1600, verbrannt)
- Catherine de Clèves, französische Adelige, Herzogin von Guise († 1633)
- John Finch, katholischer Märtyrer aus England († 1584)
- Georg Mylius, deutscher lutherischer Theologe († 1607)
- William Whitaker, englischer reformierter Theologe und Professor († 1595)

### Geboren um 1548
- Hanns Reiffenstuel, bayerischer Hofbaumeister und Erbauer der Soleleitung von Bad Reichenhall nach Traunstein († 1620)
- Jacopo Palma der Jüngere, venezianischer Maler und Radierer († 1628)

## Gestorben

### Todesdatum gesichert
- 09. Januar: Matthäus Zell, lutherischer Theologe und Reformator (* 1477)
- 06. Februar: Ernst von Schleinitz, Administrator des Erzbistums Prag (* 1482)
- 07. Februar: Sebastian Vogelsberger, deutscher Söldnerführer (* um 1505)
- 12. Februar: Hermann Bonnus, evangelischer Reformator (* 1504)
- 13. Februar: Thomas Gassner, reformierter Theologe und Reformator (* um 1500)
- 10. März: Stephan Rosinus, deutscher Humanist, Hochschullehrer und Diplomat (* 1470)
- 25. März: Anna Fugger, Augsburger Patrizierin und Ehefrau von Anton Fugger (* 1505)
- 30. März: Agostino Trivulzio, italienischer Kardinal (* um 1485)

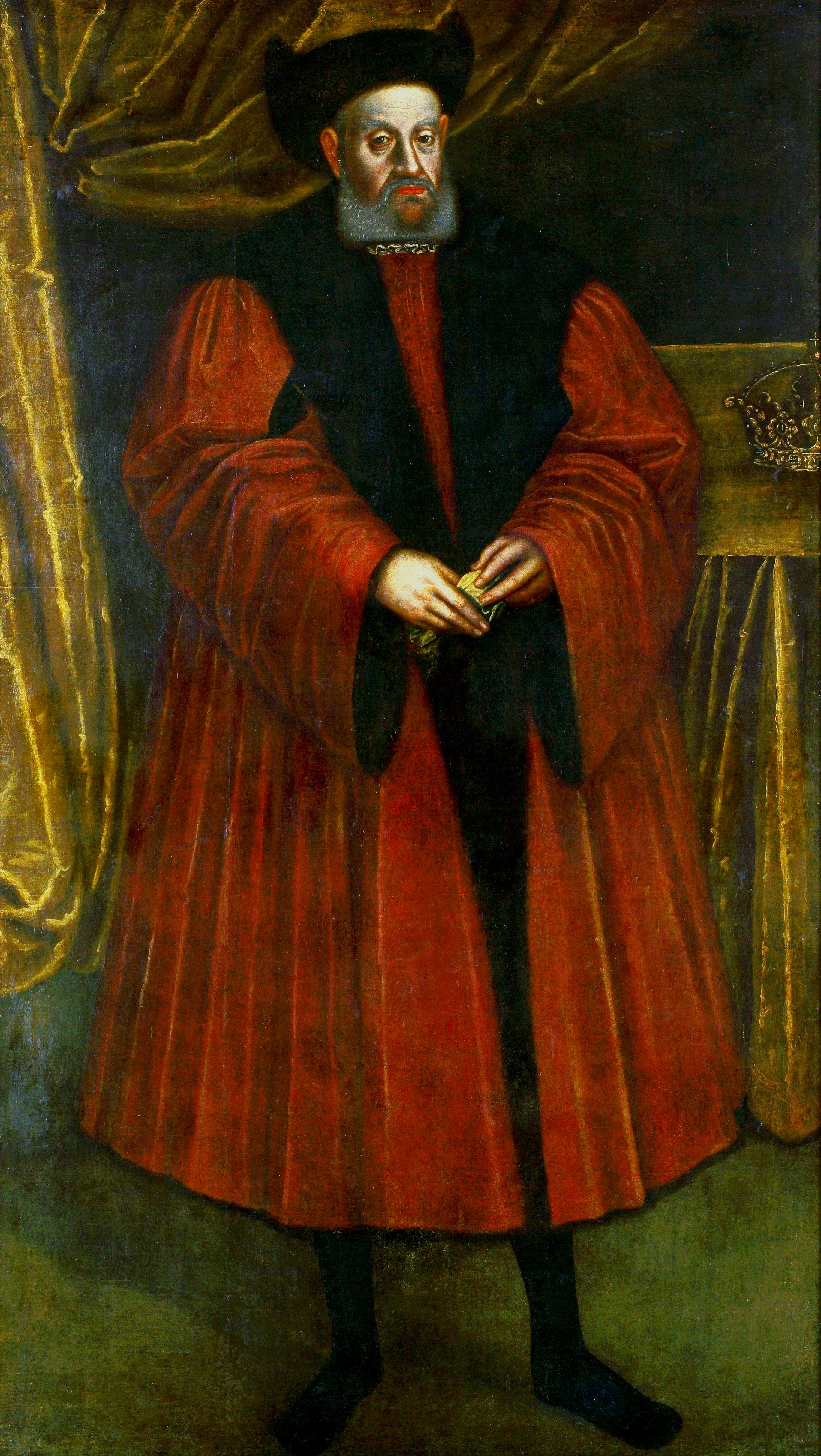
Sigismund I., König von Polen, Großfürst von Litauen

- 01. April: Sigismund I., König von Polen, als Sigismund II. Großfürst von Litauen (* 1467)
- 02. April: Johann Lange, deutscher Theologe, Humanist und Reformator (* um 1487)
- 10. April: Francisco de Carvajal, spanischer Konquistador, hingerichtet in Cusco (* 1464)
- 10. April: Gonzalo Pizarro, spanischer Konquistador, hingerichtet in Cusco (* 1502)
- 04. Mai: Busso X. von Alvensleben, Bischof von Havelberg und Diplomat der katholischen Kirche (* 1468)
- 09. Mai: Augustin Schurff, deutscher Physiker und Mediziner (* 1495)
- 03. Juni: Juan de Zumárraga, erster Erzbischof von Mexiko (* um 1468)
- 06. Juni: João de Castro, portugiesischer Feldherr und Seefahrer, Vizekönig von Portugiesisch-Indien (* 1500)
- 14. Juni: Carpentras, französischer Renaissancekomponist (* um 1470)
- 000Juni: Yot Fa, 15. König des siamesischen Königreiches Ayutthaya (* 1535/36)
- 04. Juli: Philipp, Pfalzgraf und Herzog von Pfalz-Neuburg (* 1503)
- 23. Juli: Worawongsa, 16. König des siamesischen Königreiches Ayutthaya
- 02. August: Heinrich II., Herzog von Münsterberg, Oels und Bernstadt (* 1507)
- 06. August: Georg Rhau, deutscher Buchdrucker und Thomaskantor (* 1488)
- 05. September: Catherine Parr, englische Adelige, als sechste und letzte Gattin von König Heinrich VIII. Königin von England und Irland (* 1512)
- 08. September: Johann IV. von Pernstein, Oberstkämmerer und Landeshauptmann von Mähren (* 1487)
- 15. September: Johannes Langer, deutscher evangelischer Theologe und Reformator (* 1485/86)
- 27. Oktober: Johannes Dantiscus, Bischof von Kulm und Bischof von Ermland (* 1485)
- 16. November: Caspar Cruciger der Ältere, deutscher evangelischer Theologe und Reformator (* 1504)
- 24. Dezember: Maximilian von Egmond, niederländischer General und Statthalter von Friesland (* um 1500)
- 27. Dezember: Francesco Spiera, Rechtsgelehrter aus Italien (* 1502)

### Genaues Todesdatum unbekannt
- Hans Luterer, deutscher und Schweizer Uhrmacher (* um 1489)
- Hans Pfistermeyer, Schweizer Täufer (* vor 1500)
- Hans Rainsperg, Bürgermeister von St. Gallen (* 1480)
- Magdalena von Staupitz, deutsche Ordensschwester und Pädagogin (* um 1485)
- Wolter Westerhues, deutscher Glockengießer (* um 1470)